# Природный заповедник Сребырна
Природный заповедник Сребырна (болг. Природен резерват Сребърна) — заповедник в северо-восточной части Болгарии, около одноимённой деревни, в 16 км к западу от города Силистра, в 2 км к югу от Дуная. В заповедник входит озеро Сребырна и его окрестности, эта местность лежит на главном миграционном маршруте перелётных птиц между Европой и Африкой, названном «Via Pontica». Заповедник был образован в 1948 году, охватывает площадь в 600 га, ещё 540 га является буферной зоной.

## История
Есть несколько легенд о происхождении названия озера, по одной из них, озеро названо по имени хана, погибшего в этих местах в неравной битве с печенегами. По другой легенде, у берегов озера плавала полная серебра лодка. По третьей версии озеро получило название из-за иллюзии разлитого по озеру серебра при полнолунии.
В 1863 году австро-венгерский путешественник и учёный Феликс Каниц, очарованный разнообразием здешнего мира пернатых, назвал его «птичьим Эльдорадо».
По Бухарестскому мирному договору 1913 года территория Южной Добруджи с находящимся на ней заповедником была передана Румынии. В 1940 территория была возвращена Болгарии.
Первым болгарским исследователем природы озера был Алекси Петров, посетившим это место в 1911 году.
После возведения в 1949 году дамбы на Дунае озеро начало мелеть, глубина упала с шести метров до полутора. На восстановление озера было затрачено более миллиона левов.

## Озеро
Сребырна — большое озеро, образованное в широкой карстовой впадине. Глубина составляет от 1 до 3 метров, площадь — 2 кв. км. Частично заболочено. Берега озера поросли тростником, достигающим 6—7 м высоты.

## Флора и фауна

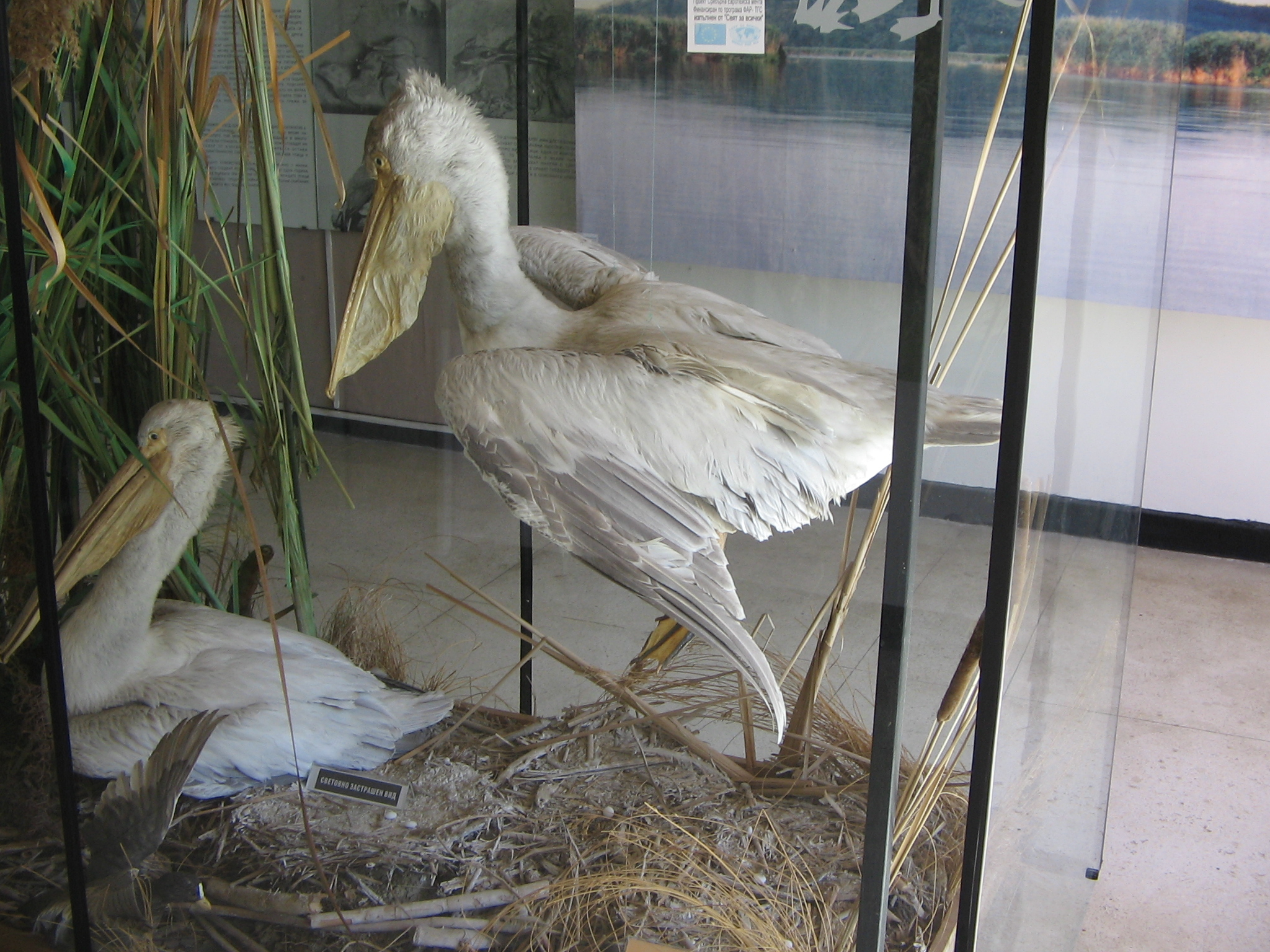
Экспонаты музея

В заповеднике гнездится почти 100 видов птиц, некоторые из них признаны исчезающими. Примерно 80 видов птиц прилетают на озеро на зимовку. Среди наиболее примечательных птиц — кудрявый пеликан, большая белая, рыжая и чёрная цапли, каравайка, колпица.
В озере водится 6 видов рыб и 35 видов земноводных.

## Музей
Рядом с заповедником находится музей, в котором представлена экспозиция об обитателях заповедника. Музей также служит базой для проведения исследований обитателей озера.